# 冠螳属
冠螳属（学名：Corthylomantis）为螳科的一个属。

## 下属物种
本属包括以下物种：
- 巴氏冠螳 Corthylomantis baldersoni Milledge, 1997